# Encyclopedia of Christianity in the United States
L'Encyclopedia of Christianity in the United States est une encyclopédie en cinq volumes publiée par Rowman & Littlefield en 2017 et éditée par George Thomas Kurian et Mark A. Lamport. Il s'agit d'un ouvrage de référence complet sur l'histoire du christianisme aux États-Unis.
The Encyclopedia of Christianity in the United States a reçu des commentaires favorables de Robert Wuthnow, Leigh E. Schmidt et Edward C. Mallinckrodt, Gary Laderman et Goodrich C. White, Laurie Maffly-Kipp et John C. Danforth, Anglican & Episcopal History, George Marsden, Christianity Today, Booklist, et Library Journal.
L'Encyclopédie du christianisme aux États-Unis a été sélectionnée parmi les livres notables de 2016.